# Sobór konstantynopolitański I

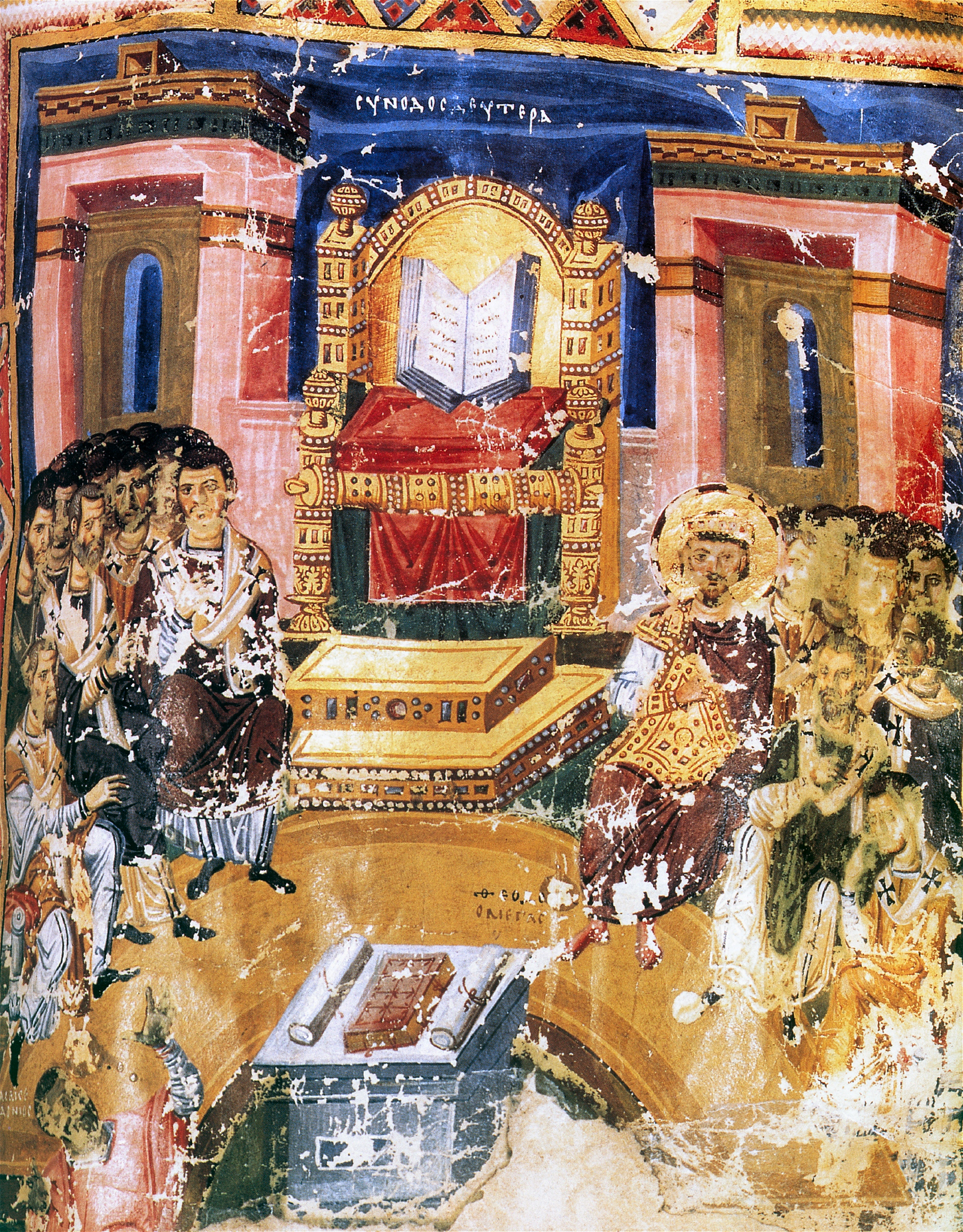
Ilustracja przedstawiająca sobór z IX w. wydania Mów teologicznych św. Grzegorza z Nazjanzu (330-390)

Sobór w Konstantynopolu I – sobór powszechny zwołany przez cesarza Teodozjusza I Wielkiego w 381 roku w Konstantynopolu.
Sobór ten rozwiązać miał przede wszystkim problem teologiczny herezji pneumatomachów, polegającej na uznawaniu Ducha Świętego za istotę stworzoną. W wyniku dyskusji dotyczącej Jego natury do artykułu Credo Nicejskiego: Wierzymy w Ducha Świętego, ojcowie soborowi dodali słowa: Pana i Ożywiciela, który od Ojca pochodzi (później dodano także słowa "... i syna...", odróżniające pogląd kościołów zachodnich na Ducha Św. od kościołów prawosławnych), który z Ojcem i Synem wspólnie odbiera uwielbienie i chwałę, który mówił przez proroków. W ten sposób powstał ogłoszony na soborze Symbol (Credo), które nosi nazwę nicejsko-konstantynopolitańskiego i od VI wieku jest recytowane przez wiernych podczas nabożeństwa.
Kanony soboru dotyczyły także kwestii jurysdykcyjnych: ustalono m.in., że biskup (patriarcha) Konstantynopola, a nie Aleksandrii ma posiadać prymat honorowy następujący po prymacie biskupa Rzymu.
W obradach wzięło udział około 190 biskupów. Nie było wśród nich biskupa Rzymu ani jego legatów. Najpierw przewodniczył obradom Melecjusz z Antiochii, później, po jego śmierci, Grzegorz z Nazjanzu, a następnie, aż do 9 lipca, czyli dnia zamknięcia soboru – Nektariusz.
Po trzech pierwszych sesjach z obrad wycofało się 30 biskupów wyznających herezję macedonianizmu.
W dekrecie z 30 lipca 381 roku cesarz Teodozjusz I nakazał wypełnić postanowienia soborowe w całym Cesarstwie.